# Oberea heyrovskyi
Oberea heyrovskyi là một loài bọ cánh cứng trong họ Cerambycidae.